# Alfonso Mejía-Arias
Alfonso Mejia-Arias (1961-) és un músic, escriptor i polític mexicà d'origen gitano. Nasqué a l'estat de Veracruz, Mèxic, l'11 de setembre de 1961, traslladant-se des de petit a Ciutat de Mèxic on la seva família es va establir.

## Formació
Va participar des de la seva infància en associacions musicals que determinarien la seva vocació. Cursà estudis de violoncello, història de l'art, etnomusicologia i direcció coral i instrumental en el Conservatori Nacional de Música de Mèxic i Escola Nacional de Música de la UNAM, amb prestigiosos professors com Bàrbara Kaminska, Enrique Marmisolle, Jorge Córdova, Leonardo Velázquez i Cristian Cavaller entre d'altres. També va rebre classes magistrals dels reconeguts mestres Yo-yo Ma i Mstislav Rostropóvitx. El Dr. Mejía–Arias és especialista en música tradicional japonesa i ha estat reconegut al Japó com el primer executor de Sakuhachi hispanoamericà (distinció atorgada pel gran mestre Aoki Reibo, tresor nacional d'aquell país). A més va comptar amb el consell personal dels mestres Kifu Mitsuhashi, Hodo Yamaguchi, i Katsuya Yokoyama, a Mèxic, Los Angeles, Califòrnia i Okayama. Va assistir a Mèxic a la Càtedra de composició i direcció orquestral del mestre Humberto Hernández Medrano. Per altra banda, també és membre del taller d'adreça orquestral des de 1998, del mestre Itzvan Lenker a Nova York (EUA) i San Salvador (República Del Salvador).
Complementen la seva formació, estudis realitzats en diverses àrees del quefer musical a Toyohashi, ciutat de Nagoya i Bisen, prefectura d'Okayama al Japó, New York i Los Angeles, Califòrnia en USA. Va cursar interpretació de música barroca amb els mestres Rainer Johansen i Isabel Shau de la Musika Antiqua Köln, (Alemanya). També Interpretació i ornamentació de la música medieval, renaixentista i barroca; impartit per Philip Pickett, del Musicians of the Globe, Londres, Anglaterra.

## Trajectòria artística
- Director associat des de 1998 de l'Orquestra Simfónica Centroamericana de la Republica del Salvador.
- Director titular, des de la seva fundació el 1992, de l'Orquestra de Cambra de l'Ensamble Clàssic de Mèxic A. C.

Com intèrpret, investigador i director d'orquestra, ha tingut presentacions per a la televisió en els Programes Intermezzo, Per a Gent Gran, RESSÒ internacional, TV UNAM, així com un programa especial per a la facultat de Contaduría a través de TV UNAM.
Presentacions en la Ciutat de Mèxic, Ciutat de Panamà, La Libertad i San Salvador a la República de El Salvador, Managua, Antiga Guatemala i en Tegucigalpa i La Ceiba a Hondures.

## Trajectòria d'investigació
Com a part del seu treball com investigador va desenvolupar la tesi doctoral Diferències conceptuals dels barrocs europeu i mexicà, supervisat pel reconegut historiador i crític musical Cristian Cavaller. El 1993 va escriure la novel·la història Barroc: L'esperit de la nació Mexicana. Va dirigir també la revista PODIUM que difon el quefer musical a Mèxic.

## Produccions
Ha produït espectacles de música escènica (multidiciplinaris) de la seva creació com: Sensualitat en l'era dels afectes, música, poesia i gastronomia del barroc amb el suport del Secretaria de Cultura del Districte Federal, Farinelli, o la dualidad del ser i Mascarada Veneciana.

## Trajectòria política
Alfonso Mejía Arias ha participat en la política mexicana, sent fins i tot proposat com candidat a una diputació pel Partit Liberal Mexicà (2003). Crític dels governs, ha escrit en gran quantitat de publicacions, entre les quals destaquen, La Noche de las Luciérnagas i Podium, denunciant la corrupció i la violació dels drets humans en el seu país natal tant de les minories vernàcules com les del mateix poble gitano establert a Mèxic.